# Giro d’Italia 1955
Der 38. Giro d’Italia wurde in 21 Abschnitten und 3873 Kilometern vom 14. Mai bis zum 5. Juni 1955 ausgetragen und vom Italiener Fiorenzo Magni gewonnen. Von den 98 gestarteten Fahrern erreichten 86 das Ziel in Mailand.

## Verlauf
| Etappe | von                  | nach                 | km       | Gewinner            | Maglia rosa       |
| ------ | -------------------- | -------------------- | -------- | ------------------- | ----------------- |
| 1      | Mailand              | Turin                | 163      | Guido Messina       | Guido Messina     |
| 2      | Turin                | Cannes (FRA)         | 243      | Fiorenzo Magni      | Fiorenzo Magni    |
| 3      | Cannes               | San Remo             | 123      | Nino Defilippis     | Fiorenzo Magni    |
| 4      | San Remo             | Acqui Terme          | 192      | Alessandro Fantini  | Fiorenzo Magni    |
| 5      | Acqui Terme          | Genua                | 170      | Giancarlo Astrua    | Fiorenzo Magni    |
| 6      | Genua                | Lido d’Albaro        | 18 (MZF) | Torpado             | Fiorenzo Magni    |
| 7      | Genua                | Viareggio            | 164      | Giovanni Corrieri   | Fiorenzo Magni    |
| 8      | Viareggio            | Perugia              | 260      | Rino Benedetti      | Fiorenzo Magni    |
| 9      | Perugia              | Rom                  | 174      | Gastone Nencini     | Fiorenzo Magni    |
| 10     | Rom                  | Rom                  | 207      | Bernardo Ruiz       | Bruno Monti       |
| 11     | Rom                  | Neapel               | 242      | Vincenzo Zucconelli | Bruno Monti       |
| 12     | Neapel               | Scanno               | 216      | Gastone Nencini     | Raphaël Géminiani |
| 13     | Scanno               | Ancona               | 251      | Giorgio Albani      | Raphaël Géminiani |
| 14     | Ancona               | Pineta di Cervia     | 173      | Giuseppe Minardi    | Raphaël Géminiani |
| 15     | Pineta di Cervia     | Ravenna              | 50 (EZF) | Pasquale Fornara    | Gastone Nencini   |
| 16     | Ravenna              | Lido di Jesolo       | 245      | Rino Benedetti      | Gastone Nencini   |
| 17     | Lido di Jesolo       | Triest               | 150      | Alessandro Fantini  | Gastone Nencini   |
| 18     | Triest               | Cortina d’Ampezzo    | 236      | Angelo Conterno     | Gastone Nencini   |
| 19     | Cortina d’Ampezzo    | Trient               | 227      | Jean Dotto          | Gastone Nencini   |
| 20     | Trient               | San Pellegrino Terme | 216      | Fausto Coppi        | Fiorenzo Magni    |
| 21     | San Pellegrino Terme | Mailand              | 141      | Hugo Koblet         | Fiorenzo Magni    |

## Endstände
| Sieger      | Fiorenzo Magni    | 108:56:13 h |
| Zweiter     | Fausto Coppi      | + 0:13 min  |
| Dritter     | Gastone Nencini   | + 4:08 min  |
| Vierter     | Raphaël Géminiani | + 4:51 min  |
| Fünfter     | Agostino Coletto  | + 7:19 min  |
| Sechster    | Aldo Moser        | + 8:01 min  |
| Siebter     | Pasquale Fornara  | + 9:16 min  |
| Achter      | Salvador Botella  | + 14:10 min |
| Neunter     | Wout Wagtmans     | + 16:03 min |
| Zehnter     | Hugo Koblet       | + 20:13 min |
| Bergwertung | Gastone Nencini   |             |
| Zweiter     | José Serra        |             |
| Dritter     | Bruno Monti       |             |
| Teamwertung | Atala             |             |